# Der große Mandarin
Der große Mandarin ist ein zeitsatirischer deutscher Spielfilm aus dem Jahre 1948 von Karl Heinz Stroux. In der Titelrolle ist Paul Wegener in seinem letzten Film zu sehen.

## Handlung
Der Film spielt auf mehreren Ort-, Zeit- und Handlungsebenen und experimentiert bisweilen formal mit den Mitteln der interaktiven Theaterkunst. Im Zentrum des Geschehens steht der kluge, alte Mandarin mit der Kernaussage, dass die ökonomischen wie gesellschaftlichen bzw. historischen, deutschen Probleme (Mangel, Schwarzhandel, Diktatur und Korruption) im zeitgenössischen „Trizonesien“ mit den Mitteln fernöstlicher Philosophie und Weisheit lösbar seien.
Zur Geschichte: Es dreht sich vor allem um sieben kleine Schweine, die vor langer Zeit im alten, kaiserlichen China von sieben Bauern gehalten (und versteckt) wurden, obwohl der Mandarin dies bei Androhung der Todesstrafe ausdrücklich verboten hat. Zur selben Zeit versucht ein Metzgermeister, der eine politische Karriere anstrebt, seine Tochter mit dem Amtsdirektor, der ihm bei seinen Ambitionen helfen könnte, zu verkuppeln. Eine wichtige Wahl steht bevor, und auch dieser Amtsdirektor, ein skrupelloser, intriganter Ehrgeizling mit hohen Zielen und niedriger Gesinnung, kocht sein eigenes politisches Süppchen. Die Metzgerstochter ist alles andere als begeistert von der väterlichen Idee, den üblen Amtsdirektor eines Tages zu ehelichen. Sie liebt vielmehr den Lehrling in der väterlichen Schlachterei.
Mit wachsamem Auge und allwissender Weisheit verfolgt der große Mandarin das Treiben der Protagonisten. Er durchschaut die perfiden Machtspiele des charakterlich armseligen Amtsdirektors, der vorsorglich all seine Kritiker und Gegenspieler verhaften lässt und sich schon vor der Wahl als veritabler Diktator erweist. Auf die geballte Unfähigkeit der Männer weiß der Mandarin Abhilfe: er ermutigt zwei um Rat suchende Frauen, doch selbst politisch aktiv zu werden und zur moralisch verkommenen Männerherrschaft Alternativen zu entwickeln. Und so gründet die Fleischersgattin bald die Partei der Frauen. Auch die Kinder der kleinen Stadt werden zur Wahl mobilisiert.
Und tatsächlich wird nicht der Amtsdirektor, sondern die Metzgersfrau zur neuen Landeschefin gewählt. Als eine ihrer ersten Amtshandlungen soll sie die sieben Bauern mit ihren sieben schwarz gehaltenen Schweinchen bestrafen. Und auch ihr Mann, der illegal schlachtende Fleischer, soll auf keinen Fall ungeschoren davonkommen. Für jedes Schwarz-Schwein soll jemand sterben, so will es das Gesetz. Die Frauen, nunmehr an der Macht, sehen das nicht ein. Doch auch sie bleiben in ihrer Politikgestaltung und Ideenentwicklung konzeptionslos. Die anstehende Gerichtsverhandlung endet in einem großen Tumult, doch auch hier erweist sich der chinesische Weise letztlich als Friedensstifter. Der große Mandarin gibt allen als letzte Botschaft folgende Worte mit auf die Lebensreise: „Ihr sollt nur friedlich sein, denn das Leben auf dieser Erde, Menschen, ist kurz.“

## Produktionsnotizen
Der große Mandarin reiht sich in eine Reihe von zeitsatirischen Stoffen ein, die zur Drehzeit im Mangeljahr 1948, unmittelbar vor der Einführung der DM in den drei deutschen Westzonen, Konjunktur hatten: Berliner Ballade, Der Apfel ist ab und Der Herr vom andern Stern. Von diesen Produktionen war lediglich Stemmles Berliner Ballade ein Erfolg – sowohl bei der Kritik als auch beim Publikum.
Für Paul Wegener war Der große Mandarin nicht nur sein letzter Spielfilm, sondern zugleich sein einziger Nachkriegsfilm. Er selbst soll die Anregung zu diesem Stoff gegeben haben. Wegener galt als ein der chinesischen Philosophie und Kunst zugetaner Schauspieler. Bereits während der Dreharbeiten 1948 kränkelte er, die Uraufführung des Films am 18. Februar 1949 in Wiesbaden und den damit einhergehenden großen Misserfolg hat er nicht mehr erlebt.
Curt Riess schrieb dazu in seinem Erinnerungsband 'Das gibt‘s nur einmal':

„Die exotischen Filme nach dem zweiten Weltkrieg sind sehr schlecht; das muß auch von dem letzten Film des großen Schauspielers Paul Wegener - „Der große Mandarin“ - gesagt werden. Allein die Story ist schon ein Kapitel für sich. Niemand versteht genau, worum es geht. Das mag zwar sehr „exotisch“ sein, ist auf die Dauer aber ermüdend. Wovon handelt der Film? Schon diese Frage ist nicht ganz leicht zu beantworten. […] Das ist sehr wirr, obwohl es sich doch - unter dem Deckmantel der Exotik - um sehr aktuelle Tagesfragen handelt, um Hungersnot, Schwarzhandel, Korruption, Diktatur.“

Die szenischen Theaterdekorationen entwarf Herta Boehm, die Filmbauten stammen von Paul Markwitz. Für die Spezialeffekte zeichnete Theo Nischwitz verantwortlich. Schnittmeister Erwin Niecke arbeitete Karl Heinz Stroux auch als Regieassistent zu.

## Kritiken
Der Film hinterließ bei zahlreichen zeitgenössischen Kritikern Konfusion und Ratlosigkeit und wurde überwiegend indifferent bis zwiespältig oder gar ablehnend aufgenommen.
Der Spiegel schrieb in seiner Ausgabe vom 26. Februar 1949: „Stroux macht Film im Film. Er läßt Dekorations-, Atelier- und Geldnöte mitspielen, mit einer Spitze gegen die Filmfinanziers. Er läßt die Akteure auf der Leinwand in einen gefilmten Zuschauerraum reden und sprechen und filmt die Reaktion eines schauspielenden Publikums. Der Zuschauer kommt um den Eindruck des einfallsreich und anspruchsvoll Komplizierten nicht immer herum. Starke Szenen verblinken zu besprochenen Standphotos. Der dreifache Wechsel von Raum und Zeit handikapt eine filmisch geordnete Spannung und den Gesamteindruck.“
Curt Riess urteilte: „[D]er hochbegabte Regisseur Karl Heinz Stroux, um diese Zeit bereits einer der ersten Theatermänner Deutschlands, hat sich einiges ausgedacht, was im Film eben nicht oder zumindest noch nicht durchzuführen ist. Er beabsichtigt wohl, einen surrealistischen Film zu drehen. Jedenfalls weiß man nie, ob die Schauspieler ihre Rollen spielen oder zu den Zuschauern sprechen. Sie tun nämlich beides. Eben noch haben sie tragisch eine Szene gemimt; plötzlich springen sie sozusagen aus der Leinwand heraus ins Parkett und unterhalten sich mit uns.“
Heinrich Fraenkel schrieb in Unsterblicher Film, der Film sei „ein etwas seltsamer, im Kleinstadt-Milieu zwischen Alt-China und der modernen Zeit pendelnder Lustspielstoff.“
Im Lexikon des Internationalen Films ist zu lesen: „Der Film wollte auch formal der deutschen Nachkriegsproduktion neue Impulse geben, ist aber in erster Linie seines geistigen Gehalts wegen interessant. Er schöpft Hoffnung für die Lösung von Zeitproblemen aus der Weisheit eines fernöstlichen Humanismus.“
Zu einer positiven Einschätzung gelangte der Evangelische Film-Beobachter: „Mit einer legendären Geschichte aus Alt-China wollte dieser Film die politischen und sozialen Wunden der ersten Nachkriegszeit in Deutschland aufdecken und heilen helfen. Der Film ist ein Gleichnis und formal ein mit Verfremdung arbeitendes Experiment. Egoismus, Ehrgeiz und vielerlei andere Unzulänglichkeiten der Menschen werden von der abgeklärten Weisheit und Güte eines alten Mannes überstrahlt. Dieser ‚große Mandarin‘ ist Paul Wegener in seiner letzten Rolle.“